# محمود حیدری
محمود حیدری (زاده ۱۳۴۶ ورامین) دیپلمات اهل ایران و سفیر پیشین ایران در بوسنی و هرزگوین است.

## تحصیلات
محمود حیدری دانش‌آموخته معارف و مدیریت در مقطع کارشناسی ارشد است.

## سوابق
محمود حیدری به عنوان کارشناس وارد وزارت خارجه شد و بعد از آن مسئولیت‌های معاون سفیر ایران در بوسنی و هرزگوین، رئیس اداره شمال و شرق اروپا، رئیس اداره امور مجلس وزارت خارجه و مدیر کل مدیترانه و اروپای شرقی را تجربه کرد. 